# Atletismo nos Jogos Pan-Americanos de 1991 - 3000 m feminino
A prova dos 3000 m feminino nos Jogos Pan-Americanos de 1991 foi realizada em 4 de agosto em Havana, Cuba.

## Medalhistas
| Ouro                                  | Prata                            | Bronze                    |
| Sabrina Dornhoefer USA Estados Unidos | María del Carmen Díaz MEX México | Carmen Furtado BRA Brasil |

### Final
| Posição           | Nome                  | Nacionalidade      | Tempo    | Notas |
| ----------------- | --------------------- | ------------------ | -------- | ----- |
| Medalha de ouro   | Sabrina Dornhoefer    | USA Estados Unidos | 9:16.15  |       |
| Medalha de prata  | María del Carmen Díaz | MEX México         | 9:19.05  |       |
| Medalha de bronze | Carmen Furtado        | BRA Brasil         | 9:19.18  |       |
| 4                 | Lisa Harvey           | CAN Canadá         | 9:19.58  |       |
| 5                 | María Luisa Servín    | MEX México         | 9:20.26  |       |
| 6                 | Sarah Howell          | CAN Canadá         | 9:22.50  |       |
| 7                 | Milagro Rodríguez     | CUB Cuba           | 9:26.55  |       |
| 8                 | Sammie Gdowski        | USA Estados Unidos | 9:31.64  |       |
| 9                 | Carmen Arrúa          | ARG Argentina      | 9:35.03  |       |
| 10                | Sandra Cortez         | BOL Bolívia        | 9:50.95  |       |
| 11                | Yesenia Centeno       | CUB Cuba           | 9:56.76  |       |
| 12                | Bigna Samuel          | VEN Venezuela      | 9:57.53  |       |
| 13                | Anna Eatherley        | BER Bermudas       | 10:12.73 |       |